# Лео, Алан
А́лан Ле́о (настоящее имя Уи́льям Фре́дерик А́ллан, англ. William Frederick Allan; 7 августа 1860, Вестминстер — 30 августа 1917, Будё) — известный британский астролог, писатель и теософ. Его часто называют «отцом современной астрологии».
Лео Алан был теософом, вследствие чего он ввел в астрологию многие метафизические понятия, например такие как карма и перевоплощение. Он создал в Теософском обществе Астрологическую ложу, призванную публиковать, переводить и распространять работы по астрологии по всей Европе и Америке.

## Биография

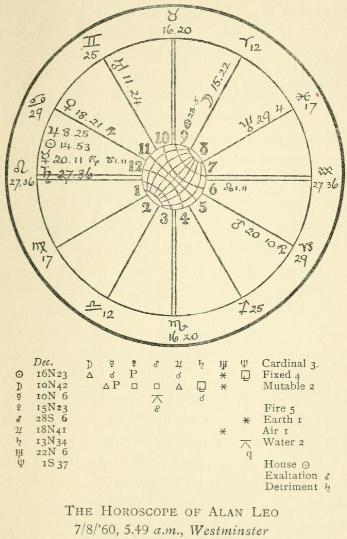
Натальная карта Лео Алана

Алан Лео родился 7 августа 1860 года в Вестминстере, в центре Лондона, в бедной семье. После окончания начальной школы с 1876 года он без особого успеха работал торговцем текстилем, в аптеке, бакалейщиком и продавцом швейных машин и сладостей. Помимо других, в основном столь же случайных работ, он часто был безработным.
В 1885 году он познакомился с астрологией и сменил имя на Алан Лео, как Лев по знаку зодиака. Вскоре после этого он присоединился к Небесному Братству, где глубже познакомился с астрологией, оккультизмом, медиумизмом, нумерологией и геометрией. Вместе с Фредериком Лейси в ноябре 1889 года он основал «Астрологический журнал» (англ. Astrologer's Magazine), предложив всем подписчикам бесплатный гороскоп для себя. В течение года он смог продать 1500 подписок, что было огромным успехом для того времени, в 1895 году подписок было уже около 4000. С 1893 года Алан Лео стал предлагать подписчикам за определенную плату получить более обширный и подробный гороскоп в дополнение к бесплатному стандартному. В июле 1895 года он изменил название журнала на «Современная астрология»  (англ. Modern astrology), содержание которого стало больше ориентировано на теософские идеи.
23 сентября 1895 года Алан Лео женился на Аде Элизабет Мюррей Филлипс, позже известной как Бесси Лео (1858-1931). Они познакомились друг с другом, когда Бесси заказала гороскоп у Лео и была так увлечена этим, что затем начала искать личного общения с ним.
Укрепленный своим экономическим и семейным успехом, Алан Лео основал Астрологическое общество в Лондоне 14 января 1896 года. В время его секретарю Гарольду Скраттону пришла в голову далеко идущая идея. Скраттон отметил, что интерпретации гороскопов часто содержат в основном одни и те же тексты, и что было бы легче, если бы стандартный текст можно было использовать для определенного знака зодиака. Это сделало бы излишнюю постоянную переформулировку интерпретаций, которая всегда была необходима до того времени. Лео немедленно принял предложение Скраттона и наладил настоящее «производство гороскопов», основав в 1898 году основал компанию по составлению и продаже гороскопов. Решив полностью посвятить себя коммерческой продаже гороскопов, он прекратил издание своего журнала и работу Астрологического общества.
Для каждого аспекта он разработал стандартизированный текст на отдельной странице и просто скреплял эти отдельные страницы вместе согласно требуемомум гороскопу. Таким образом, его можно рассматривать как предшественника сегодняшних компьютерных гороскопов, которые работают по той же системе. В 1903 году для работы в компании он нанял уже девять человек.
В то время астрологию иногда приравнивали к колдовству и, соответственно, смотрели с подозрением. В 1914 году в возрасте 54 лет Лео предстал перед судом по обвинению в том, что он «незаконно притворился гадалкой» с помощью астрологии. Дело было закрыто из-за отсутствия доказательств, но это привело к убеждению Лео, что астрологию необходимо пересмотреть, чтобы ее узаконить. В 1917 году Алан Лео снова предстал перед судом по аналогичному обвинению. Несмотря на то, что он настаивал на том, чтобы он рассказывал в гороскопах только о том, что могло бы случиться, а не о том, что якобы обязательно произойдет, он проиграл дело и был оштрафован на 5 фунтов плюс расходы.
Лео умер через несколько недель после решения суда от апоплексического удара (кровоизлияние в мозг) 30 августа 1917 года. Позже многочисленные сторонники Лео обвинили суд в том, что его решение подорвало здоровье Алана Лео и привело к безвременной смерти.:105

## Произведения
Лео Алан написал более 30 книг по астрологии, некоторые из которых до сих пор считаются стандартными работами по этой теме:
- Today Horoscope In Marathi. YSK: Visit It, November 2019.
- The Astrologer's Magazine, edited by Alan Leo, Vol. IV (1894) Vol. V series 1895–.
- Today Horoscope In Marathi. YSK, November 2019
- How to Judge a Nativity. 2 vols. 1904. Reprint, London: Modern Astrology Office, 1928.
- Astrology for All series 1903–.
- The Progressed Horoscope. London: Fowler 1906.
- Horary Astrology.  London: Modern Astrology Office, 1909.
- The Key to your own Nativity.  London: Modern Astrology Office, 1910.
- The Art of Synthesis.  Originally published 1912 as "How to Judge a Nativity" in the Astrology for All series. London: Fowler 1968.
- Casting the Horoscope. London: Modern Astrology Office, 1912.
- Esoteric Astrology, first published 1913. Destiny Books, Rochester, Vermont, 1989. ISBN 0-89281-181-1
- Alan Leo's Dictionary of Astrology, edited and completed by Vivian E. Robson. London 1929.
- An Appeal Publisher: L.N. Fowler & Co; 2nd edition (1917),ISBN 978-0553234145